# Raw vegan

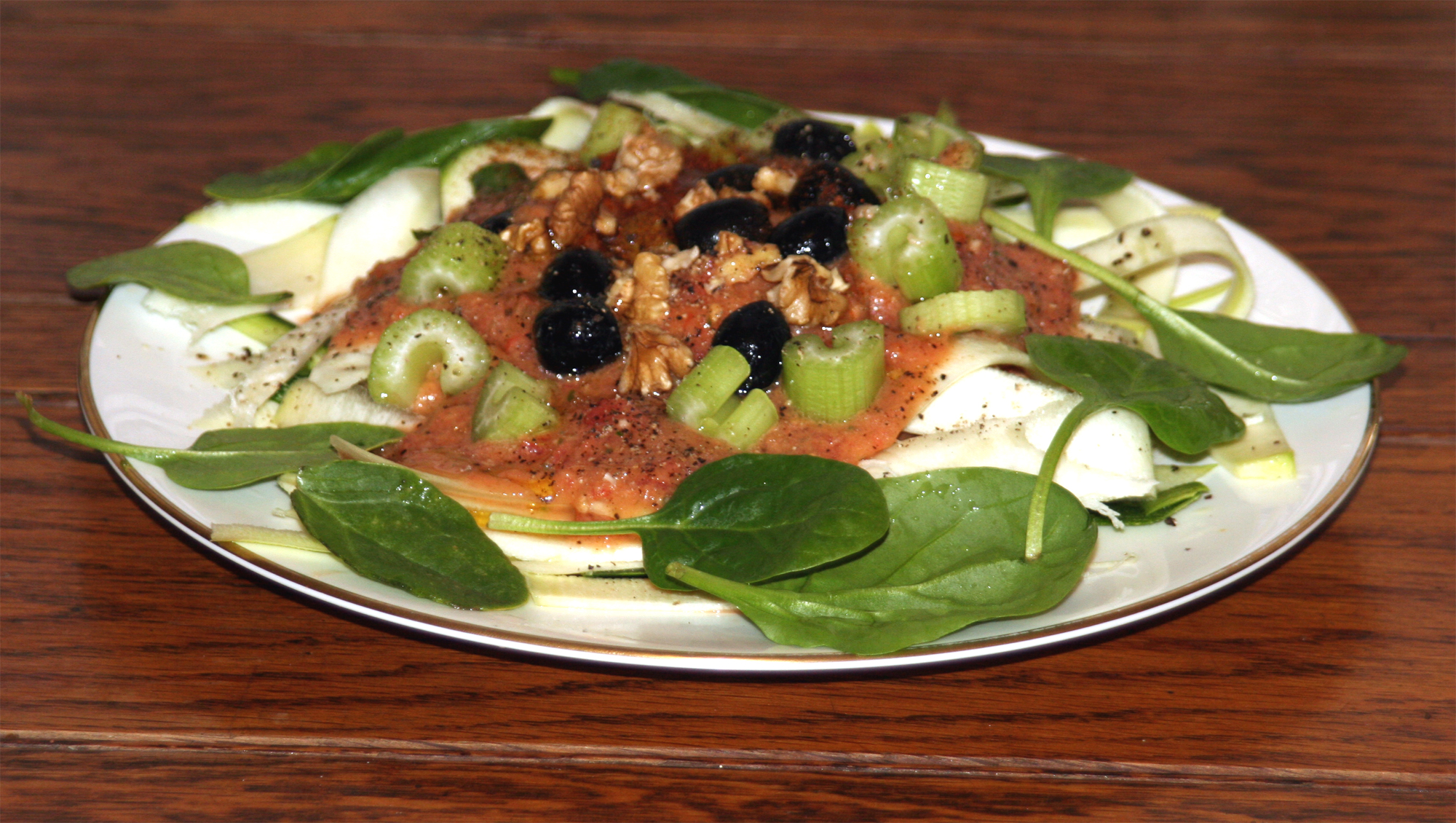
Preparat raw vegan cu sos de roșii, măsline, țelină, spanac și nuci.

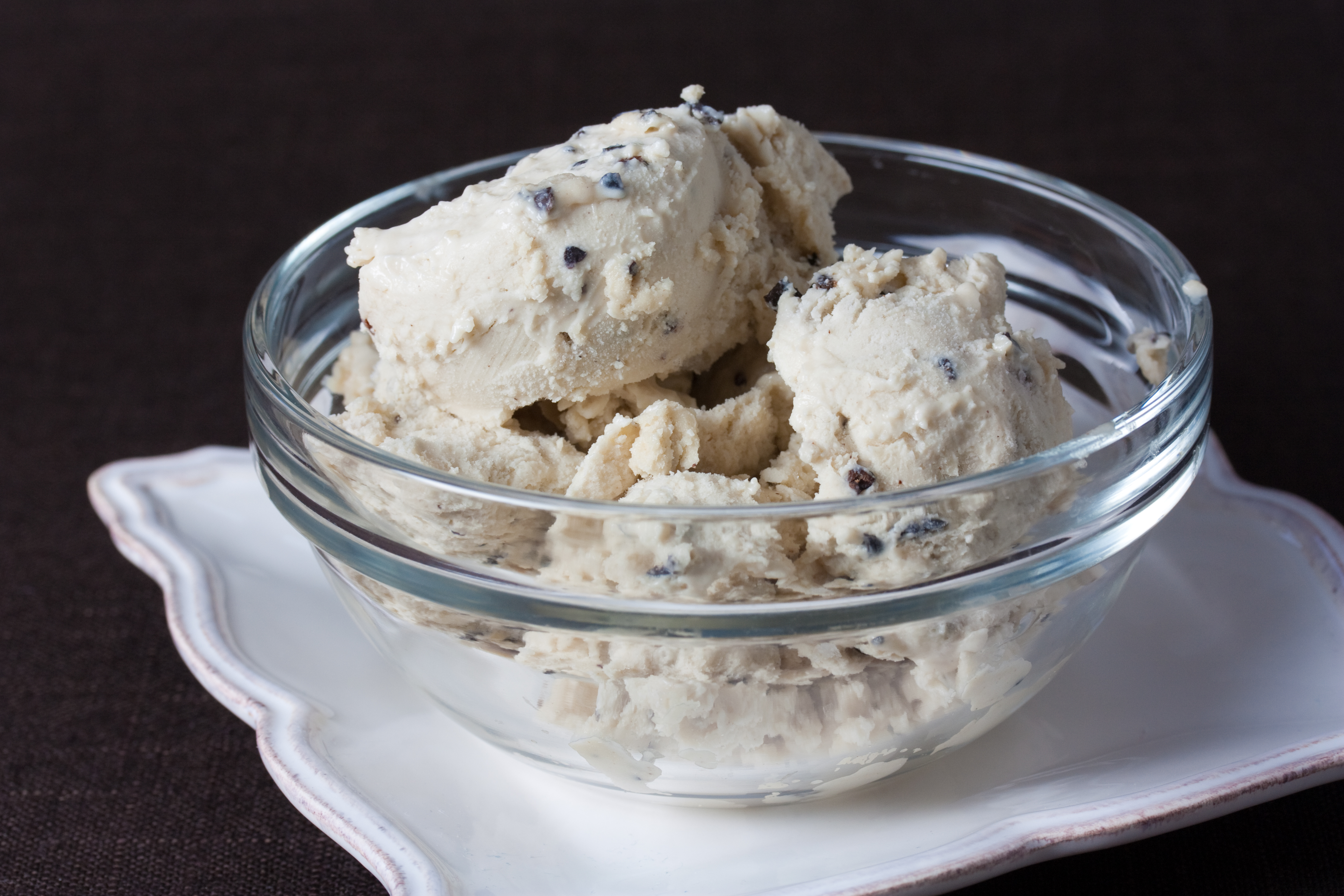
Înghețată raw vegan

Raw vegan este numele dietei care îmbină dietele vegan cu raw food.